# 연방경찰 (독일)
연방경찰(독일어: Bundespolizei; BPOL 분데스폴리차이[*])은 독일의 연방 제복경찰이다. 연방내무부에 딸려 있다. 각 주정부의 경찰은 지방경찰이라 한다.
연방경찰은 본래 분단 서독에서 동독과 맞댄 국경을 경비하던 연방국경경비대가 그 전신이다. 1990년 10월 독일이 재통일되고, 2005년에 과거 조직을 재편하여 연방경찰로 만들었다.
BPOL의 임무는 다음과 같다.
- 국경경비 및 해안경비
- 연방대통령 공관을 비롯한 연방정부 건물 보호
- 국가 내부 안보 사건 발생 시 연방정부의 기동경찰력 제공
- 국제공항과 독일 철도의 운송보안 보호
- 대테러부대(GSG-9)
- 항공사복경찰
- 미국과 유럽연합 경찰과의 국제공조
- 독일 외교공관 일부를 위한 내부보안 제공
- 응급 헬리콥터 서비스 제공

연방경찰은 주정부의 요청이 있을 시 지방경찰 병력 충원에 사용될 수 있다. 연방경찰 수사관은 자기 관할 하에 있는 범죄만 수사할 수 있으며, 그 외의 경우 각 주의 지방경찰 또는 연방형사국(BKA)이 사건을 맡는다.

## 같이 보기
- 지방경찰 (독일)
- 인민경찰